# Tannersville (New York)
Tannersville est un village situé dans le comté de Greene, dans l'État de New York, aux États-Unis,. Le village est le siège du comté de Greene.
En 2010, il comptait une population de 539 habitants, estimée au 1er juillet 2019 à 516 habitants.

## Démographie
Lors du recensement de 2010, le village comptait une population de 539 habitants. Elle est estimée, en 2019, à 516 habitants.